# Schuss (Eishockey)
Ein Schuss im Eishockey ist ein Versuch eines Spielers, ein Tor zu erzielen, indem er den Puck mit seinem Stock in Richtung des Netzes schlägt oder schiebt.

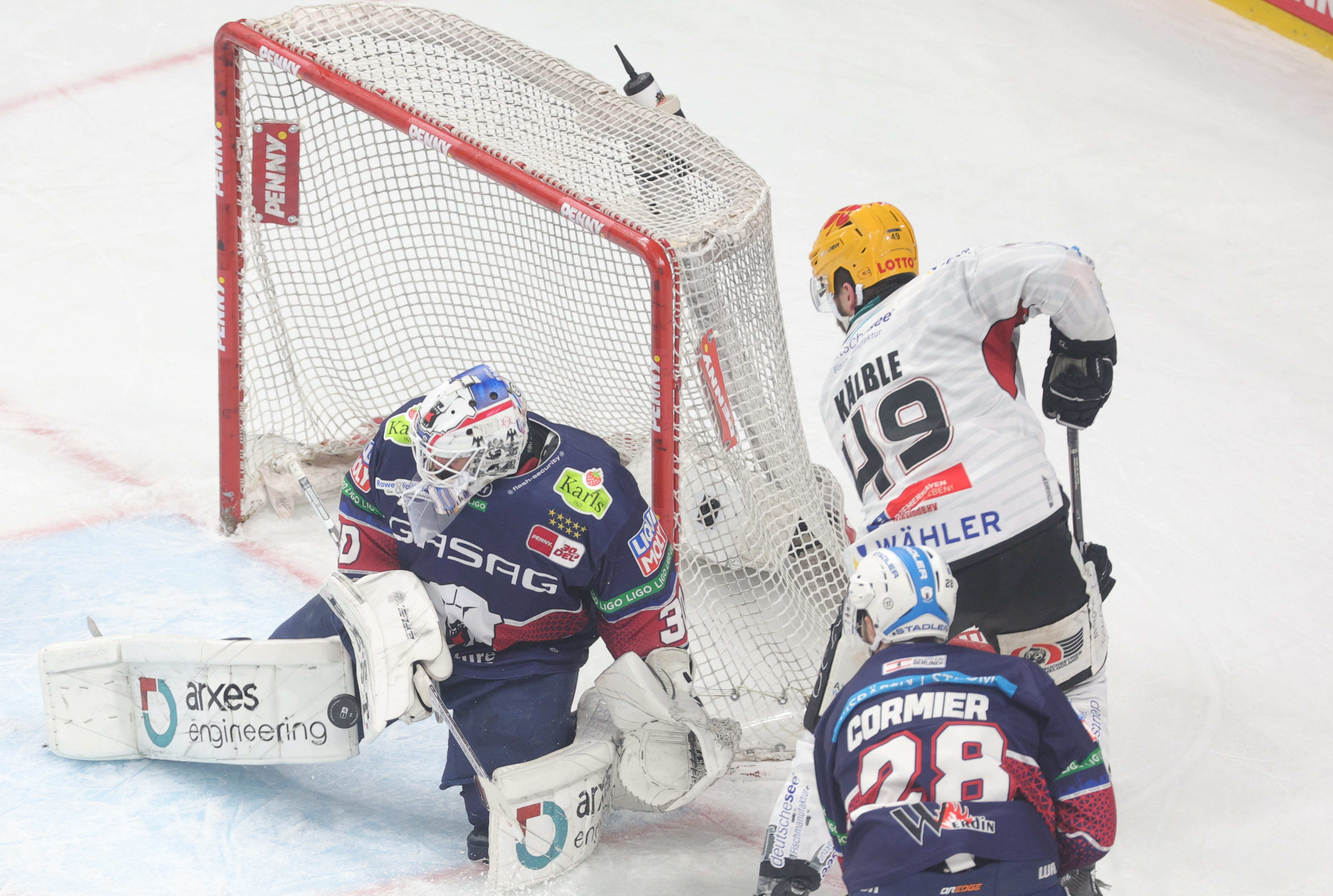
Lukas Kälble versucht den Puck an Jake Hildebrandt vorbei ins Tor zu schieben.

## Statistische Definition

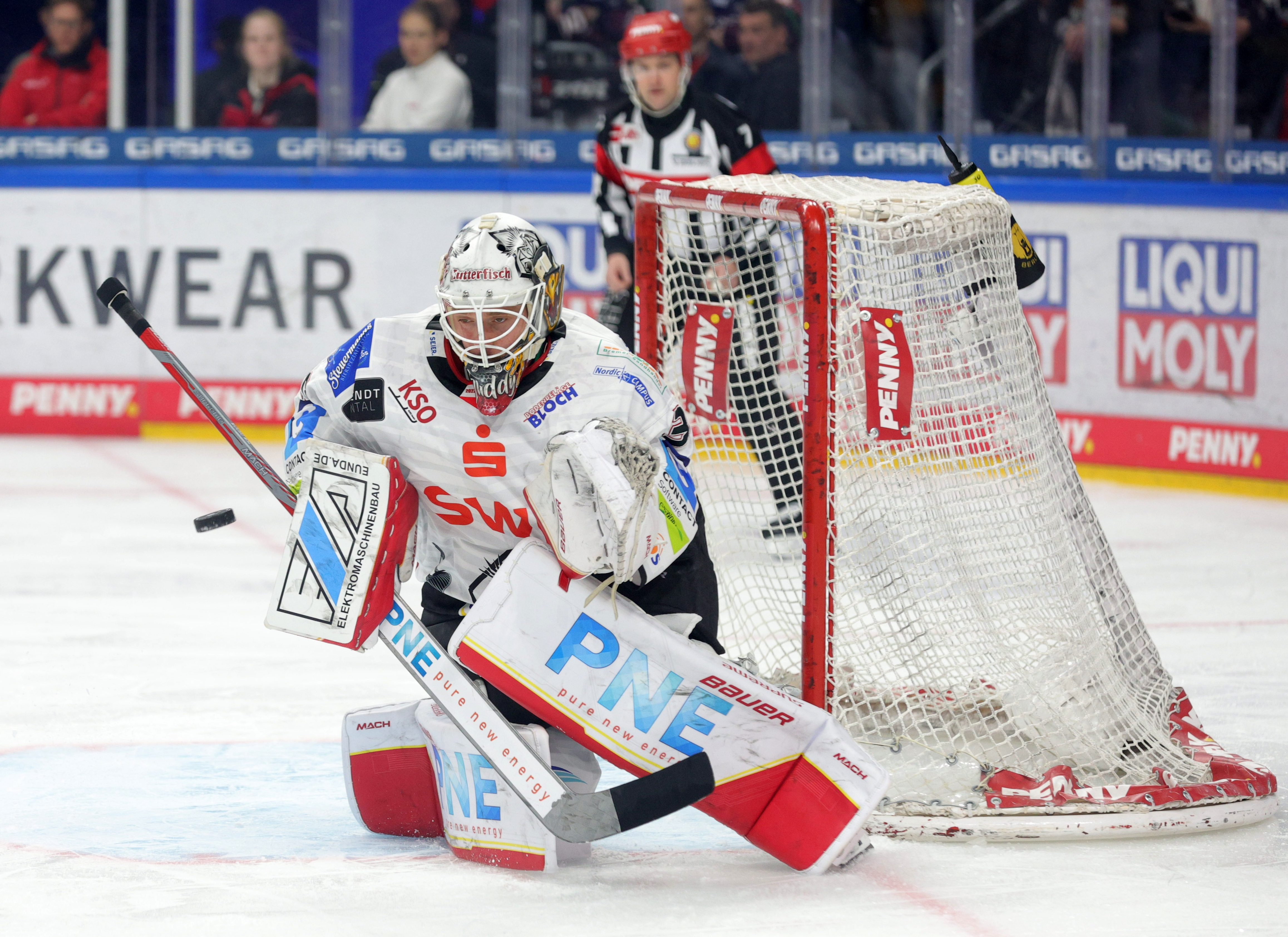
Torhüter Kristers Gudlevskis versucht einen Schuss zu halten.

Ein Schuss auf Tor ist ein Scoring-Versuch. Eine Zählung, wie viele Schüsse von einem Team gemacht werden, wird geführt, und dies wird oft als grober Leitfaden dafür verwendet, welches Team aggressiver und dominanter ist. Ein Schussversuch im Hockey (im Gegensatz zum Fußball) wird offiziell nur dann als Schuss gezählt, wenn er auf das Tor gerichtet ist, was zu einem Tor führt oder den Torwart zwingt, einen Save zu machen. Die Anzahl der Schüsse und Saves in einem Spiel ist besonders relevant für den Torwart, dessen Save-Prozentsatz darauf basiert, wie viele Schüsse nicht an ihm vorbeigegangen sind. Die Anzahl der Aufnahmen, die von Spielern gemacht wurden, und der Prozentsatz, auf dem sie punkten, werden ebenfalls gemessen, aber diese Zahlen haben im Allgemeinen weniger Gewicht. Bestimmte Schüsse auf das Tor gelten als wahrscheinlicher, dass sie zu einem Tor führen, und werden als Torchancen bezeichnet.

## Arten
Es gibt fünf grundlegende Arten von Schüssen im Eishockey.

### Shovelshot
Der Shovelshot (auch Flip-Shot) ist der einfachste und grundlegendste Schuss im Arsenal eines Schützen. Seine Ausführung ist eine einfache Schaufelbewegung, die den Puck in die gewünschte Richtung schiebt, oder ein Schlag des Pucks (sei es auf der Vorhand, Rückhand oder in einer Stichbewegung). Die Spieler greifen in der Regel darauf zurück, den Puck zu schaufeln, um lose Pucks an einem außer Position gelegenen Torwart vorbeizuschieben.

### Handgelenkschuss

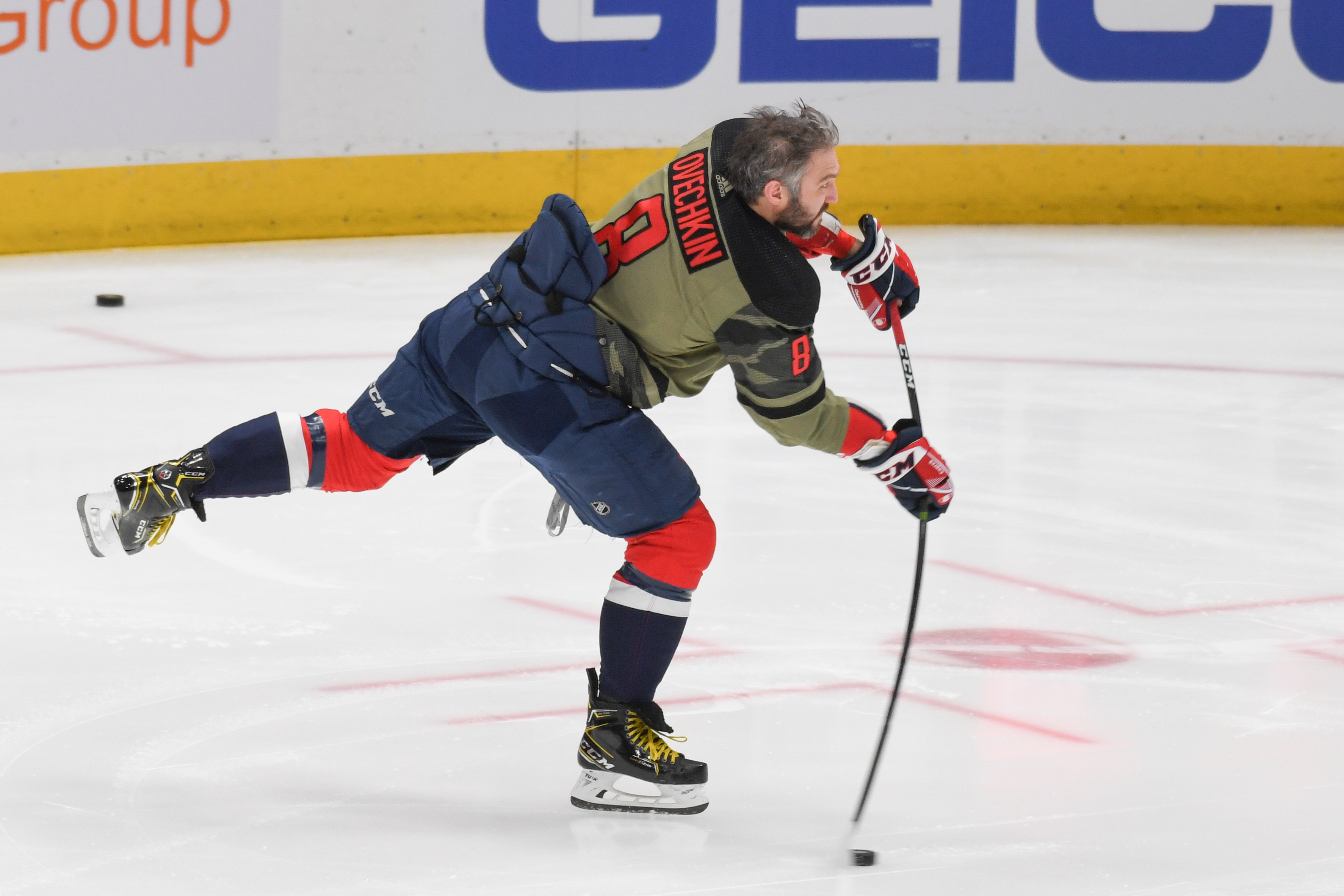
Alexander Owetschkin beim Handgelenkschuss.

Der Handgelenkschuss wird ausgeführt, indem der Puck in Richtung der Fersenmitte der Kelle positioniert wird. Von dieser Position aus neigt der Schütze schnell sein hinteres Handgelenk, während er den Puck mit der unteren Hand nach vorne schiebt. Wenn die Kelle den Puck nach vorne treibt, dreht die Bewegung des Handgelenks den Puck in Richtung des Endes der Klinge, wodurch sich der Puck dreht. Der Puck fliegt in der Regel perfekt in Richtung der Verlängerung des Stocks, was zu einem äußerst genauen Schuss führt. Gleichzeitig beugt sich der Stick, so dass in dem Moment, in dem der Puck vom Stick gelöst wird, das Federn des Sticks den Puck mit hohen Geschwindigkeiten nach vorne treibt.

### Snap shot
Der Snap Shot ist eine Kombination aus Handgelenk- und Schlagschuss, der somit einen Kompromiss bildet. Er ist härter und weniger präzise als der Handgelenkschuss, aber präziser und weicher als der Schlagschuss. Er wird oft in Tornähe verwendet, um dem Torwart weniger Zeit zum Reagieren zu geben.

### Schlagschuss
Der Schlagschuss (engl.= Slapshot) ist der härteste und bekannteste Schuss. Der Spieler zieht seinen Stock vom Puck zurück und bringt ihn dann kraftvoll nach vorne, um das Eis zwei bis sieben Zoll hinter dem Puck zu schlagen. Dies bewirkt, dass Energie im Stock gespeichert wird, während er sich gegen das Eis biegt. Wenn der Stock schließlich mit dem Puck in Kontakt kommt, wird die im Stock gespeicherte Spannenergie auf den Puck übertragen, was zusätzliche Kraft bietet, die sonst nicht möglich wäre, wenn man den Puck direkt trifft. Die Höhe und Positionierung des Nachfolgens bestimmen die Flugbahn des Pucks.

### Rückhandschuss
Der Rückhandschuss ist ein Handgelenkschuss, der von der Rückseite der Kelle und auf der Rückhand des Spielers freigesetzt wird. Dieser Schuss ist nicht so kraftvoll, kommt aber oft unerwartet. Sie werden in erster Linie in der Nähe des Ziels gebracht, am häufigsten bei Einzelgängen. Schlagschüsse können auch rückwärts geschossen werden.

### Andere

#### One-timer
Der One-Timer kann jeder der oben genannten Schüsse sein, wenn er in einer kontinuierlichen Bewegung abgefeuert wird  und einem Pass folgt, ohne abgebremst zu werden.

#### Michigan Move
Der Michigan Move beschreibt einen Torschussversuch, bei dem der Schütze den Puck mit der Kelle aufnimmt und diesen mit einer schwungvollen Bewegung in den oberen Bereich des Tores unterhalb der Torlatte befördert.